# Клавдієво-Тарасове
Кла́вдієво-Тара́сове — селище Бучанського району Київської області. Входить до складу Немішаївської селищної громади. Засновано в 1903 році. Розташоване за 10 км від Бородянки та за 17 км від Бучі. Через селище пролягає залізниця Київ — Коростень.

## Археологічні знахідки
Науковці Інституту археології НАН України у 2007 р. відкрили 7 нових різночасових археологічних пам’яток на відтинку між селищем Клавдієво-Тарасове і селом Миколаївка. Найраніші матеріали датувалися добою бронзи, а це більше 4 тис. років тому. У 2020 році дослідження продовжили через коригування проєкту. У результаті науковцям вдалося виявити ще 8 об’єктів археології.

## Історія
Селище Клавдієве засноване у 1903 році. Його виникнення пов'язане з початком будівництва залізниці Київ — Ковель. У 1900 році одночасно розпочались будівельні роботи на всіх дільницях майбутньої лінії залізниці. В 1902 був споруджений роз'їзд 45-а верста (майбутня станція Клавдієве), до якого вела одноколійна лінія. У 1908 році — після побудови на залізниці другої колії, а також з відкриттям станційних вокзалів — роз'їзди 39-а верста та 45-а верста були перейменовані у станції відповідно Немішаєве-I і Немішаєве-II — на честь начальника Південно-Західної залізниці Клавдія Семеновича Немішаєва. З розширенням поштових та товарних перевезень неминуча плутанина примусила в 1913 році перейменувати станцію Немішаєве-II в станцію Клавдієве.
У 1910 р. у Клавдієво побудовано мисливський будиночок прем'єра Російської імперії П. Столипіна, який зберігся.
Після Жовтневої перевороту нова влада вирішила викреслити ім'я царського міністра із назв станцій — Немішаєве та Клавдієве перейменували відповідно у станцію Шевченкове та станцію Тарасове. Але Наркомат шляхів сполучення нових назв не затвердив, і станціям повернули старі. Проте назву Тарасове вирішили все ж залишити для селища — так на карті з'явилося Клавдієво-Тарасове.
В містечку збереглася могила на місці бою повстанців отамана Орлика з більшовиками в 1921 р.
На 1926 рік у селищі налічувалося 155 домоволодінь на 176 садибах, населення становило 730 осіб.

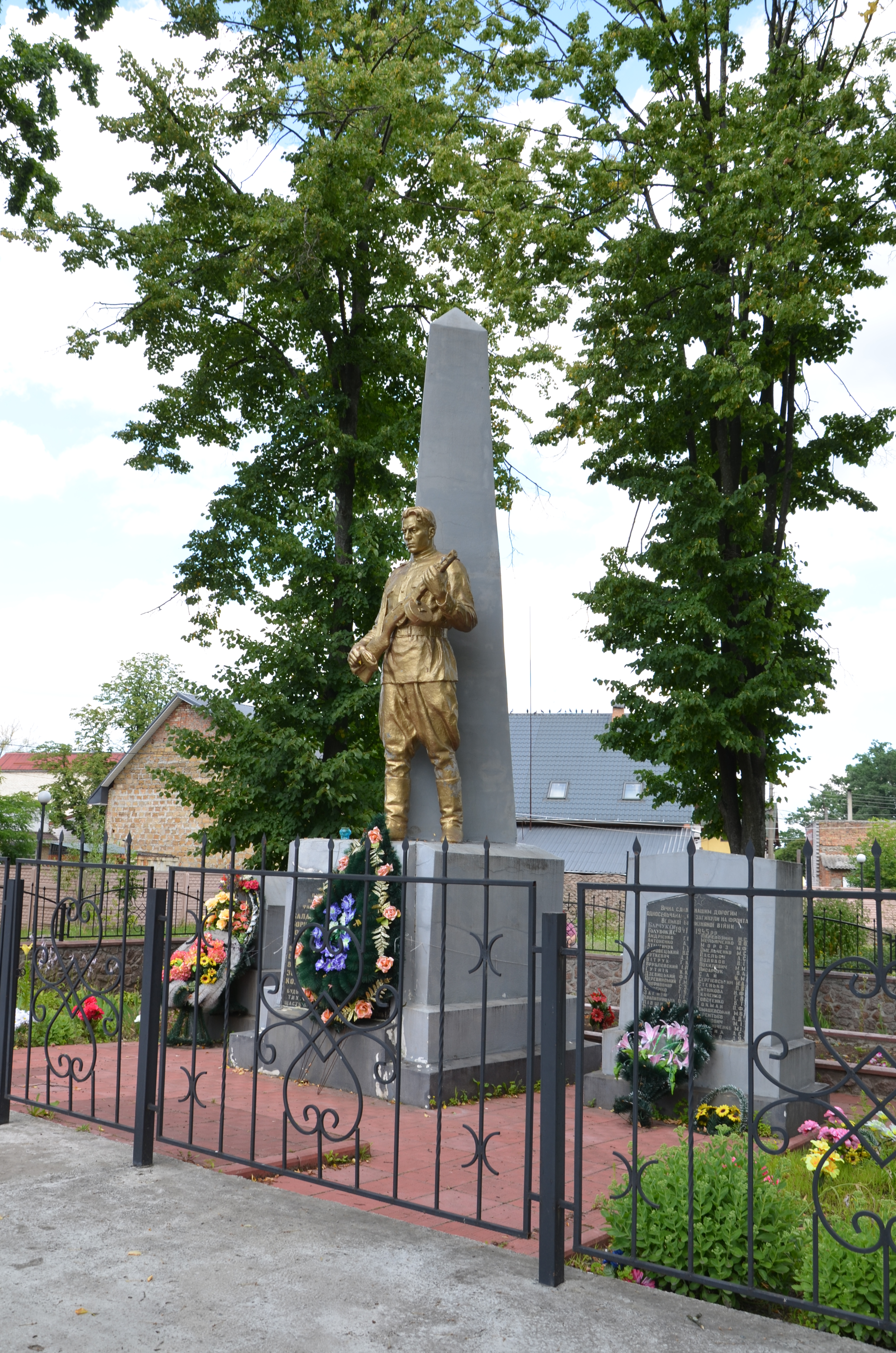
Братська могила воїнів Радянської Армії, Клавдієво

У 1942—1943 pp. тут діяла підпільна група на чолі з І. О. Поляковим. У липні 1943 року в лісах поблизу Клавдієво-Тарасового було створено 1-й Бородянський партизанський загін, якому місцеві жителі надавали велику допомогу. В боях проти нацистів у селищі загинув партизан М. П. Макійчук. Тепер зупинка на 53 км залізниці має назву Макійчукове. У німецько-радянській війні брало участь 1053 жителі, майже всі вони нагороджені орденами й медалями СРСР.
В «Історії міст і сіл Української РСР» про Клавдієво-Тарасове початку 1970-х було подано таку інформацію:

| Клавдієве-Тарасове - селище міського типу (з 1938 p.), розташоване за 10 км від районного центру. Залізнична станція Клавдієве. Населення - 5200 чоловік. У селищі працюють фабрики: меблева, ткацька, ялинкових прикрас. На цих підприємствах зайнято понад 700 робітників. На території селища є середня школа, вечірня середня школа, клуб, бібліотека, лікарня. За 2 км від селища розташована обласна протитуберкульозна лікарня[5]. |

## Населення

### Мова
Розподіл населення за рідною мовою за даними перепису 2001 року:
| Мова            | Кількість | Відсоток |
| --------------- | --------- | -------- |
| українська      | 4315      | 91.28%   |
| російська       | 374       | 7.91%    |
| білоруська      | 16        | 0.34%    |
| румунська       | 8         | 0.17%    |
| вірменська      | 6         | 0.13%    |
| польська        | 1         | 0.02%    |
| болгарська      | 1         | 0.02%    |
| інші/не вказали | 6         | 0.13%    |
| Усього          | 4727      | 100%     |

## Промисловість
- Клавдіївська фабрика ялинкових прикрас.[7]

## Персоналії
- Александрук Валерій Євгенович — український дипломат. Надзвичайний і Повноважний Посол України в Нігерії.
- Куровська Ілона Анатоліївна (1977-2022) — українська науковиця, доктор юридичних наук, волонтерка, що загинула під час російського вторгнення в Україну.
- Матвієнко Микола Миколайович — старший солдат резерву, стрілець-навідник батальйону оперативного призначення Київської конвойної бригади Національної гвардії України. Загинув у зоні АТО.
- Несін Валентин Антонович — відомий в Україні та за її межами палеотериолог.
- Павлюк Вадим Антонович — український радянський діяч.
- Рибалко Олександр Леонідович — український джерелознавець, історик культури, редактор, мовознавець, перекладач. Багаторічний автор і редактор часопису «Пам'ятки України».
- Телюк Ігор Володимирович (1979—2017) — солдат Збройних сил України, учасник російсько-української війни.